# Édouard Cumenge
 (juin 2023).
Édouard Cumenge est un ingénieur des mines et minéralogiste français né à Castres (Tarn) le 16 avril 1828 et mort au Vésinet le 20 juillet 1902.

## Biographie
Reçu à l’École navale, il y renonce et entre à Polytechnique en 1845 (sorti classé 7e sur 131 élèves), puis choisi l’École des mines de Paris (entré classé 4e sur 7 élèves). Le 28 janvier 1851, il entre au Bureau d'Essais de l'École des Mines  en tant qu'ingénieur ordinaire. Le 11 mars 1852, il prend un congé illimité… jusqu'à la fin de sa carrière.
Jusqu'en 1873 il va travailler avec son beau-père, M. Guibal, un des promoteurs de l'industrie du caoutchouc.
Il devient ensuite ingénieur-conseil pour le compte d'investisseurs intéressés par l'industrie minière et fera de nombreux voyages à travers le monde : Espagne, Italie, Grèce, Venezuela, Colombie, États-Unis, Mexique, etc
Il interviendra à de nombreuses reprises pour le compte de la banque Mirabaud et Cie et la banque de la Famille Rothschild et sera à l'origine de brillantes réussites, comme la Compagnie du Boléo à Santa Rosalia (Basse-Californie du Sud). C'est en effet le rapport rédigé par Edouard Cumenge et Georges de la Bouglise le 15 décembre 1884 qui a décidé la banque Mirabaud et Cie à créer la Compagnie du Boléo le 16 mai 1885. Edouard Cumenge sera le premier directeur général de la Compagnie du Boléo, de 1885 à 1895, et toute sa vie, même après n'être plus en poste, il restera attaché à cette entreprise et fera régulièrement des visites sur le site minier, jusqu'en 1902, quelques mois avant son décès. Edouard Cumenge sera toute sa vie féru de sciences, en particulier de minéralogie et sera même nommé correspondant du Muséum national d'histoire naturelle en 1895. Il est aussi amateur de poésie et défenseur de la langue d'Oc.

## Héritage
Edouard Cumenge ramènera de ses missions de multiples échantillons de minéralogie qui permettront la description de nouvelles espèces minérales dont la Guejarite, trouvée dans le district de Guejar de la Sierra Nevada ; la Boléite, la Pseudoboléite et la Cumengeite du Boleo, étudiées sur ses échantillons par François Ernest Mallard ; un minerai d'urane, la Carnotite, venant de Montrose (Colorado), dont l'examen fut fait par Charles Friedel. 
Enfin, il est l'auteur en 1898, d'une espèce déclassée l'andiestite qui est un mélange de tellurobismutite (en) et de hessite. À noter que le minéralogiste Kenngott (en) lui avait également dédié une espèce la Cumengite (celle-ci a été déclassée au rang de synonyme de stibiconite (en)).

## Œuvres
- Edouard Cumenge, Etude sur les gisements de charbon et de bitume, de la Trinidad, Dunod, 1882
- Edouard Cumenge, Notes sur Rio-Tinto, Imprimerie de Chaix, 1883
- Edouard Cumenge et Georges de la Bouglise, Etude sur le district cuprifère du Boléo, Basse-Californie, Imprimerie et Librairie Centrales des Chemins de Fer, 1885
- Edouard Cumenge, Edmond Fuchs et Edmond Fremy (dir.), Métaux. 16e cahier, L'Or, ses propriétés, ses gisements et son extraction, t. 3, Vve Ch. Dunod, coll. « Encyclopédie chimique », 1888
- Edouard Cumenge, Edmond Fuchs, Fernand Robellaz, Charles Laforgue, Edouard Saladin et Edmond Fremy (dir.), Applications de chimie inorganique. 2e section, Industries chimiques. 2e partie, Métallurgie. L'Or. 1re section. Exploitation et traitement des minerais aurifères, t. 5, Vve Ch. Dunod, coll. « Encyclopédie chimique », 1889
- Edouard Cumenge, Edmond Fuchs, Fernand Robellaz, Charles Laforgue, Edouard Saladin et Edmond Fremy (dir.), Application de chimie inorganique. 2e section, Industries chimiques. 2e partie, Métallurgie. L'Or. 2e section. Traitement des minerais auro-argentifères, t. 5, Vve Ch. Dunod, coll. « Encyclopédie chimique », 1892
- Edouard Cumenge, Note sur deux espèces minérales nouvelles, la boleite et la cumengèite, Imprimerie de Lahure, 1893
- Edouard Cumenge, Contes noirs et contes bleus (1878-1895) : Souvenirs de voyages, Imprimerie générale Lahure, 1895 (lire en ligne)
- Edouard Cumenge, Répapiatsès d'un biel d'al pais dé léngo d'oc, Imprimerie de Lahure, 1897
- Edouard Cumenge et Fernand Robellaz, L'or dans la nature : Minéralogie - Géologie, étude des principaux gites aurifères, statistiques, P.Vicq-Dunod et Cie, 1898 (lire en ligne)
- Edouard Cumenge, Répapiatsés : d'un Biel d'al pais dé léngo d'oc. Ségoundo partido, Imprimerie de Lahure, 1902